# Grands champions de tennis
 (août 2019).
 (août 2019).
Les grands champions de tennis sont très nombreux, surtout depuis le début de l'ère Open en 1968. Cependant, plusieurs joueurs et joueuses s'étaient déjà illustrés depuis le début du XXe siècle, lors des premières éditions de tournois prestigieux, tels que les quatre tournois du Grand Chelem, réservés alors aux joueurs amateurs, qui existent toujours de nos jours, l'Open d'Australie, Roland-Garros, Wimbledon, et l'US Open et lors des grands tournois professionnels comme Wembley Pro, ou l'U.S. Pro ou le French Pro.

## Les grands champions d'hier
Les grands champions avant l'ère Open :
- « Big Bill » Tilden : 21 titres amateurs de Grand Chelem (dont 10 en simple), vainqueur de sept Coupes Davis de suite, de quatre tournois majeurs professionnels en simple. À 52 ans, champion professionnel de double messieurs.
- Jean Borotra, Henri Cochet, René Lacoste : les trois plus forts des « Quatre Mousquetaires », 46 titres amateurs de Grand Chelem entre eux (dont 7 titres en simple pour Lacoste, 7 pour Cochet et 5 pour Borotra), vainqueurs de 6 Coupes Davis de suite, 1 titre majeur professionnel en simple pour Cochet.
- Ellsworth Vines qui n'a gagné que 3 titres amateurs du Grand Chelem en simple ainsi que 4 ou 5 (il y a des divergences entre les sources) titres majeurs professionnels en simple mais qui surtout a dominé le circuit professionnel sans interruption de 1934 à 1938 via les cinq tournées mondiales (plus importantes à l'époque que les tournois) qu'il a remportées successivement en 1934 face à Tilden et Cochet, en 1935 (Lester Stoefen, Hans Nüsslein et Tilden), 1936 (Stoefen, Tilden), 1937 (Fred Perry) et 1938 (encore Perry)
- Fred Perry : 13 titres amateurs de Grand Chelem (dont 8 en simple), premier à gagner 4 titres consécutifs de Grand Chelem, 2 titres majeurs professionnels en simple.
- Donald Budge : 14 titres amateurs de Grand Chelem (dont 6 en simple), premier à gagner 4 titres de Grand Chelem dans une seule année, 4 titres majeurs professionnels en simple.
- Bobby Riggs : 3 titres amateurs de Grand Chelem en simple et 3 titres majeurs professionnels en simple et domination du circuit professionnel de 1945 à 1947
- Jack Kramer : 3 titres amateurs de Grand Chelem en simple et seulement 2 titres majeurs professionnels en simple mais une domination outrancière dans les tournées professionnelles de 1948 (Riggs), 1949-1950 (Pancho Gonzales), 1950-1951 (Pancho Segura) et 1953 (Frank Sedgman)
- Pancho Gonzales : 4 titres amateurs de Grand Chelem, 12 titres majeurs professionnels en simple et le roi des tournées professionnelles de 1954 (Sedgman, Segura, Budge), 1956 (Tony Trabert), 1957 (Ken Rosewall), 1958 (Lew Hoad), 1959 (Lew Hoad, Ashley Cooper, Mal Anderson) , 1960 (Rosewall, Segura, Olmedo) et 1961 (Andres Gimeno, Hoad/Trabert, MacKay, Olmedo, Buchholz).
- Ken Rosewall : 18 titres de Grand Chelem (dont 8 titres en simple), 11 comme amateur, 7 dans l'ère Open, 30 titres majeurs professionnel (dont 15 titres en simple), vainqueur de 4 Coupes Davis (dont une Open) et de 3 Kramer Cup et d'1 tournée mondiale en 1963 (Laver, Gimeno, Buchholz, MacKay, Ayala). Ken Rosewall est d'ailleurs le véritable recordman de titres majeurs en simple avec 23 victoires : 4 en Grand Chelem amateur, 15 titres majeurs professionnels et 4 en Grand Chelem open
- Rod Laver : seul joueur à avoir réalisé deux fois le Grand Chelem, à savoir gagner les 4 tournois les plus importants de l'année : le premier en 1962 chez les amateurs sans les tout meilleurs joueurs du monde, tous professionnels (notamment Rosewall et Hoad qui allaient dominer outrageusement Laver (19 victoires à 2) pour ses débuts pros), et le second en 1969 cette fois en présence de tous les meilleurs : Open d'Australie, Roland-Garros, Wimbledon, et US Open.

Avec l'ère Open, une nouvelle génération de grands champions apparaît. On citera notamment :
- John Newcombe : 7 titres en simple de Grand Chelem et 1 Coupe Davis
- Jimmy Connors : 8 titres en simple de Grand Chelem et 1 masters
- Björn Borg : 11 titres en simple de Grand Chelem, 2 masters et 1 Coupe Davis
- John McEnroe : 7 titres en simple de Grand Chelem, 3 masters et 5 Coupe Davis
- Ivan Lendl : 8 titres en simple de Grand Chelem, 5 masters et 1 Coupe Davis
- Pete Sampras : 14 titres en simple de Grand Chelem, 5 masters et 2 Coupe Davis
- Andre Agassi : 8 titres en simple de Grand Chelem, 1 masters et 3 Coupe Davis

Parmi les dames, citons :

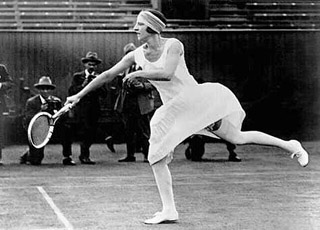
La "divine" Suzanne Lenglen

- Suzanne Lenglen : 31 titres de Grand Chelem (dont 12 en simple) et 2 médailles d'or olympique
- Helen Wills : 31 titres de Grand Chelem (dont 19 en simple)
- Maureen Connolly : 9 titres en simple de Grand Chelem et Grand Chelem en 1953
- Margaret Smith Court : 62 titres de Grand Chelem (dont 24 en simple)
- Chris Evert : 21 titres de Grand Chelem (dont 18 en simple)
- Martina Navrátilová : 58 titres de Grand Chelem (dont 18 en simple)
- Steffi Graf : 23 titres de Grand Chelem (dont 1 en double) et Grand Chelem d'or en 1988
- Monica Seles : 9 titres en simple de Grand Chelem (double petit Chelem en 1991 et 1992)

## Les grands champions actuels

### Les joueurs

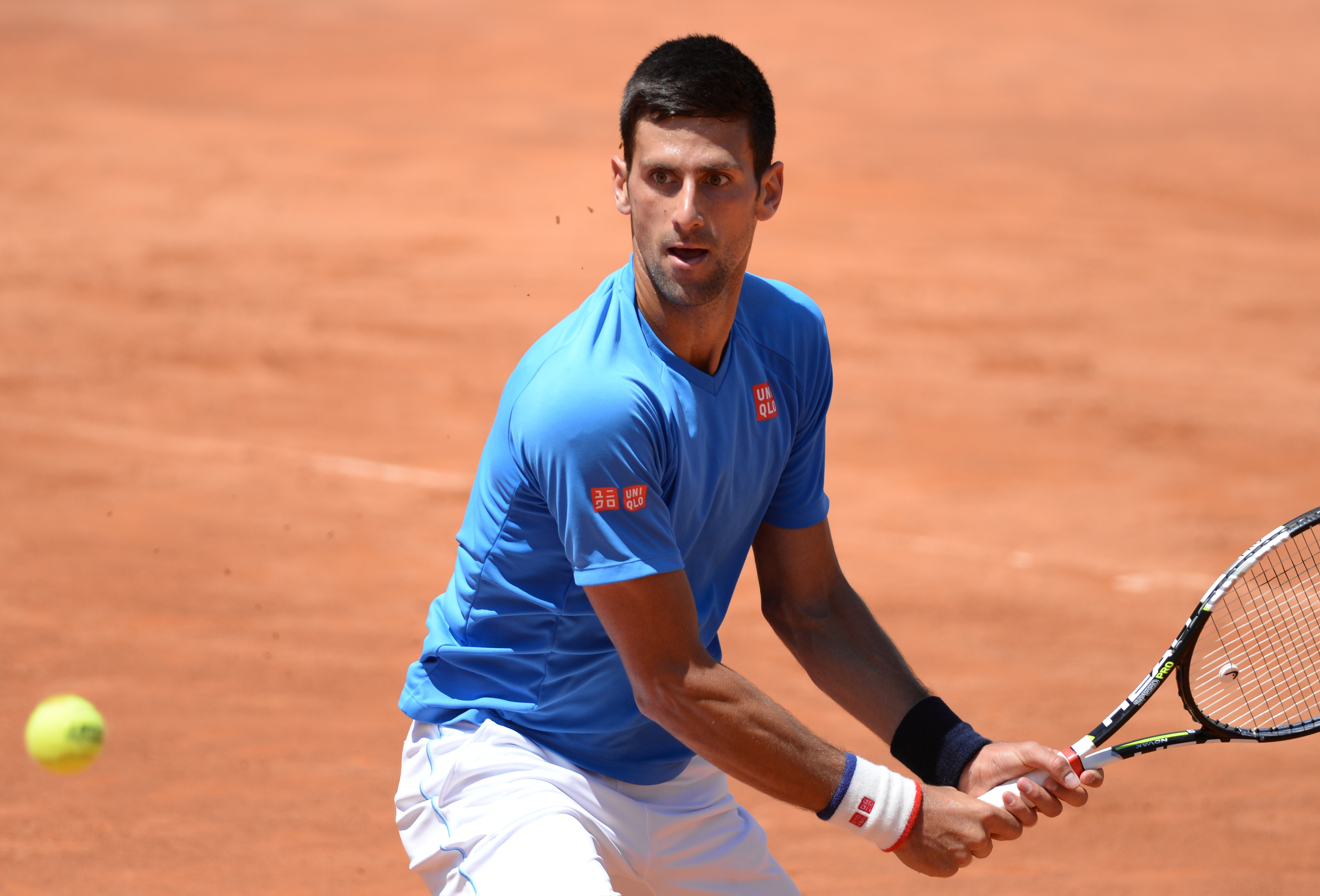
Novak Djokovic

- Novak Djokovic a remporté 100 trophées en simple, dont 24 tournois du Grand Chelem dont il est recordman devant Rafael Nadal avec 22 titres et Roger Federer avec 20 titres. Il est le huitième joueur à réaliser le Grand Chelem en carrière et le troisième à détenir simultanément les quatre titres du Grand Chelem (sur deux ans, à ne pas confondre avec le Grand Chelem qui consiste à remporter les quatre titres de l'année calendaire) depuis Rod Laver en 1969 (qui, lui, a réalisé le Grand Chelem à deux reprises) : Wimbledon 2015, US Open 2015, Open d'Australie 2016 et Roland-Garros 2016. Recordman de titre à l’Open d’Australie (10), il est également le premier joueur à avoir remporté au moins 3 fois chaque tournoi du grand chelem après sa victoire à Roland Garros en 2023[1]. Il a remporté 7 Masters dont il est le recordman (devant Roger Federer avec 6 titres) ainsi que la Coupe Davis avec la Serbie. Il a décroché 40 Masters 1000 dont il a le record de titres[2]. En remportant Cincinnati en 2018, il devient le premier joueur de l'histoire à compter l'ensemble des Masters 1000 (deux fois, qui plus est) à son palmarès en signant un Career Golden Masters inédit[3].  Vainqueur de tous les tournois du Grand Chelem au moins trois fois et de tous les Masters 1000 au moins deux fois ainsi que de 7 Masters et de l’Or Olympique, Djokovic possède le palmarès le plus complet de l'histoire du tennis. Il détient le meilleur pourcentage de victoires sur dur (84,8% en février 2023) et en carrière (83,6% en février 2023) dans l'histoire de l'ATP[4]. À ce jour, il a passé 428 semaines à la tête du classement mondial, ce qui le situe à la 1re place du nombre de semaines passées en tant que numéro 1 mondial devant  Roger Federer (310) et Pete Sampras (286). Il est également le joueur comptant le plus gros gain en tournoi de l'histoire (plus de 169 000 000 $ : ce chiffre est à relativiser étant donné l'augmentation des prize-money tous les ans). De tels résultats amènent la plupart des joueurs et spécialistes à le considérer comme le plus grand joueur de tennis de tous les temps [5],[6],[7],[8], voire comme le plus grand sportif de l'histoire [9].

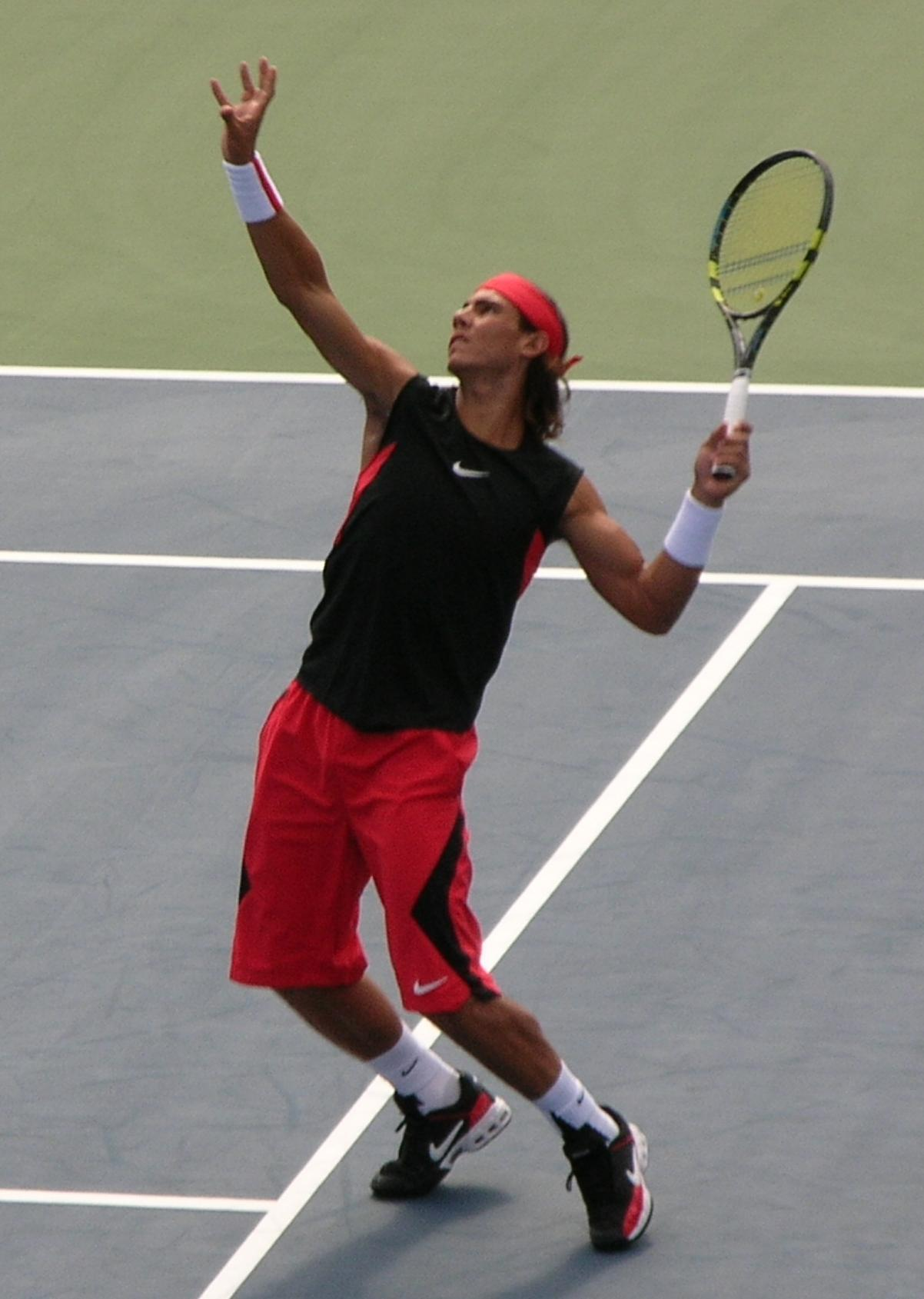
Rafael Nadal

- Rafael Nadal a remporté 92 trophées en simple et est classé second dans le nombre de titres obtenus en Grand Chelem (22), derrière Novak Djokovic (24). Roger Federer est troisième avec 20 titres. Il est également le recordman du nombre de titres dans un même Grand Chelem avec 14 Roland-Garros[10]. Il a également remporté la Coupe Davis avec l'Espagne à 5 reprises et la médaille d'or en simple aux JO de Pékin. Il a remporté également la médaille d'or en double avec son compatriote Marc López aux JO de Rio de Janeiro. Il a remporté 36 Masters 1000. Il détient le record de titres (62) et de victoires consécutives sur terre battue (81, interrompue par Roger Federer le 20 mai 2007)[10]. En remportant l'US Open en 2010, il devient le 7e joueur à compléter le Grand Chelem en carrière et le plus jeune à le réaliser dans l'ère Open (à 24 ans). Il détient le meilleur pourcentage de victoires sur terre battue et en extérieur dans l'histoire de l'ATP. Il détient également le meilleur pourcentage de victoires dans un tournoi du Grand Chelem, avec plus de 97 % de victoires à Roland Garros. De telles statistiques amènent la plupart des joueurs et spécialistes à le considérer comme le meilleur joueur de tennis de tous les temps, voire comme le plus grand sportif de l'histoire[11],[12].

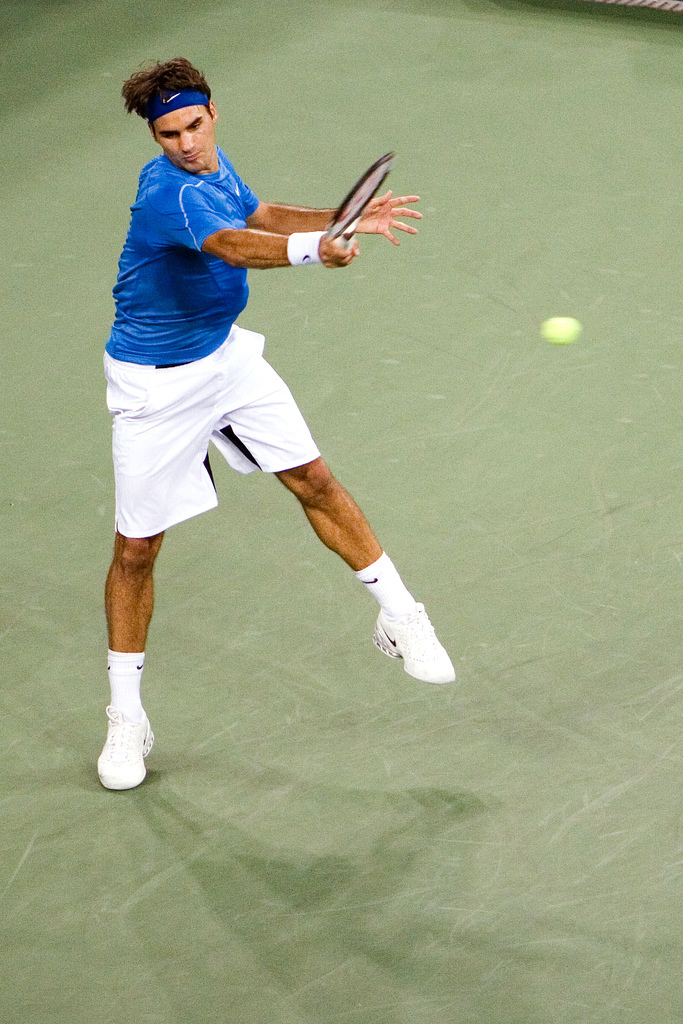
Roger Federer

- Roger Federer a remporté 103 titres en simple et détient 20 titres du Grand Chelem derrière Novak Djokovic et Rafael Nadal avec 22 titres. Il a également gagné le Masters de fin d'année à 6 reprises. En redevenant no 1 mondial à 36 ans et 6 mois en février 2018, il devient aussi le no 1 mondial le plus âgé de l'histoire (record qu'il améliore en juin 2018 à 36 ans et 10 mois). Federer complète à 27 ans le Grand Chelem en carrière (six Open d'Australie, un Roland-Garros, huit Wimbledon et cinq US Open). Il est le seul joueur de l'histoire à avoir remporté au moins cinq titres consécutifs dans deux tournois du Grand Chelem différents (Wimbledon de 2003 à 2007 et US Open de 2004 à 2008). Parmi ses nombreux records, on peut également souligner ses dix finales, vingt-trois demi-finales et trente-six quarts de finale consécutifs dans les tournois du Grand Chelem. Il est également le seul joueur à avoir réalisé trois fois (2006, 2007, 2009) le Grand Chelem des finales (participation aux finales des 4 tournois du Grand Chelem sur une année calendaire). Il a également remporté 28 Masters 1000 ainsi que le titre olympique en double avec son compatriote Stanislas Wawrinka aux Jeux olympiques de Pékin et une médaille d'argent en simple à Londres. Il a remporté la Coupe Davis avec la Suisse. Il détient le meilleur pourcentage de victoires sur gazon dans l'histoire de l'ATP. De tels résultats amènent la plupart des joueurs et spécialistes à le considérer comme le meilleur joueur de tennis de tous les temps[13],[14],[15],[16],[17],[18],[19],[20],[21], voire comme le plus grand sportif de l'histoire[22],[23].
- Andy Murray a remporté 46 tournois en simple, dont trois titres en Grand Chelem, l'US Open 2012, Wimbledon 2013 et Wimbledon 2016 et a atteint la finale de 8 autres tournois du Grand Chelem (US Open 2008, Open d'Australie 2010, 2011, 2013, 2015, 2016, Roland-Garros 2016, Wimbledon 2012). Il a aussi remporté le Masters en 2016. Il devient champion olympique aux Jeux de Londres le 5 août 2012 en battant Roger Federer en finale devant un public qui attendait la victoire d'un Britannique à Wimbledon depuis 1936. Il prend ainsi sa revanche sur Federer qui l'a battu en finale de Wimbledon 2012. Aux Jeux de Rio de Janeiro, soit 4 ans plus tard, il redevient champion olympique pour la deuxième fois consécutivement en battant Juan Martín del Potro en finale ce qui constitue une performance unique dans l'histoire du tennis aux Jeux olympiques. Il a également remporté la Coupe Davis avec la Grande-Bretagne.

- Stanislas Wawrinka a remporté l'Open d'Australie 2014, Roland-Garros 2015 et l'US Open 2016 et joué la finale de Roland-Garros 2017. Il a remporté le titre olympique en double avec son compatriote Roger Federer aux JO de Pékin et a aussi remporté la Coupe Davis avec la Suisse.

- Juan Martín del Potro a remporté l'US Open 2009 à seulement 20 ans et joué la finale de l'US Open 2018. Il a atteint la 3e place du classement ATP et a remporté la Coupe Davis avec l'Argentine.

- Marin Čilić a remporté l'US Open 2014 et joué la finale du tournoi de Wimbledon 2017 et de l'Open d'Australie 2018. Il a atteint la 3e place du classement ATP en 2018.

- Dominic Thiem a remporté l'US Open 2020 et a atteint auparavant 3 fois la finale d'un Grand Chelem dont 2 à Roland Garros en 2018 et 2019 puis à l'Open d'Australie en 2020. Il a également atteint la finale du Masters en 2019 et 2020 et remporté le Masters 1000 de Indian Wells en 2019. L'Autrichien a atteint son meilleur classement mondial le 24 février 2020 (3e) dépassant notamment Roger Federer.

- Daniil Medvedev a remporté l'US Open 2021 et a atteint 3 fois la finale d'un Grand Chelem. Il a également remporté le Masters en 2020 et 4 Masters 1000. Le Russe a atteint la première place mondiale le 28 février 2022 en dépassant Novak Djokovic.

Champions récemment retraités de la compétition :
- Gustavo Kuerten a été no 1 mondial durant 43 semaines en 2000 et 2001, dont 30 consécutives. Triple vainqueur de Roland-Garros (1997,2000 et 2001), vainqueur du Masters en 2000 ainsi que de cinq Master 1000. Il a pris sa retraite sportive en 2008.

- Marat Safin a été no 1 mondial durant 9 semaines en 2000 et 2001, plus jeune joueur à atteindre ce classement de l'histoire du tennis à l'époque. Il a remporté l'US Open en 2000 et l'Open d'Australie en 2005, et a participé à deux autres finales du Grand Chelem (Open d'Australie 2002 et Open d'Australie 2004). Il a également remporté cinq Masters 1000 (dont trois fois le Masters de Paris-Bercy en 2000, 2002 et 2004) et deux Coupe Davis en 2002 et 2006. Il a mis un terme à sa carrière de tennisman professionnel en novembre 2009.

- Carlos Moyà a été no 1 mondial durant 2 semaines en 1999. Vainqueur de Roland-Garros en 1998, finaliste à l'Open d'Australie 1997 et aux Masters de tennis masculin 1997, il a également remporté trois Masters 1000. Il a aussi remporté la Coupe Davis en 2004. Il a arrêté sa carrière sportive en 2010.

- Andy Roddick a été no 1 mondial durant 13 semaines. Il a remporté l'US Open en 2003, et a participé à quatre autres finales du Grand Chelem (Wimbledon 2004, 2005, et 2009, US Open 2006), toutes perdues face à Roger Federer. Il a gagné cinq Master 1000. Il a également détenu le record du service le plus rapide avec 249 km/h pendant très longtemps, battu par Ivo Karlović avec ses 251 km/h puis dépassé par John Isner et ses 253 km/h. Il réalise également à chacun de ses matchs un nombre élevé d'aces ou de services gagnants. Il met un terme à sa carrière en 2012.

- Lleyton Hewitt a été no 1 mondial pendant 80 semaines entre 2001 et 2003. Vainqueur à Wimbledon et à l'US Open. Il a également remporté le Masters en 2001 et 2002 et aussi deux Masters 1000. Il a aussi remporté la Coupe Davis à deux reprises avec l'Australie.

- Juan Carlos Ferrero a été no 1 mondial durant 8 semaines en 2003. Vainqueur de Roland-Garros en 2003, il a également été deux fois finaliste d'un tournoi du Grand Chelem (US Open 2003 et Roland-Garros 2002). Il a également remporté quatre Masters 1000 ainsi que la Coupe Davis en 2000, 2004 et 2009. Il a arrêté sa carrière professionnelle en 2012.

- David Nalbandian a remporté le Masters en 2005. Il a également remporté deux Masters 1000 et s'est affiché comme un vainqueur potentiel sur toutes les surfaces (demi-finaliste dans les quatre tournois du Grand Chelem, finaliste de Wimbledon en 2002).

- Robin Söderling s'est notamment mis en valeur en battant Rafael Nadal en huitièmes de finale de Roland-Garros en 2009, première défaite de l'Espagnol lors des Internationaux de France. Il perd ensuite en finale contre Roger Federer. L'année suivante, il réussit un nouveau coup de force, en battant Roger Federer en quarts de finale, et atteint à nouveau la finale, où il perd cette fois contre Rafael Nadal. Par ailleurs, il a remporté 10 tournois, dont un Masters 1000, celui de Paris-Bercy en 2010.

### Les joueuses

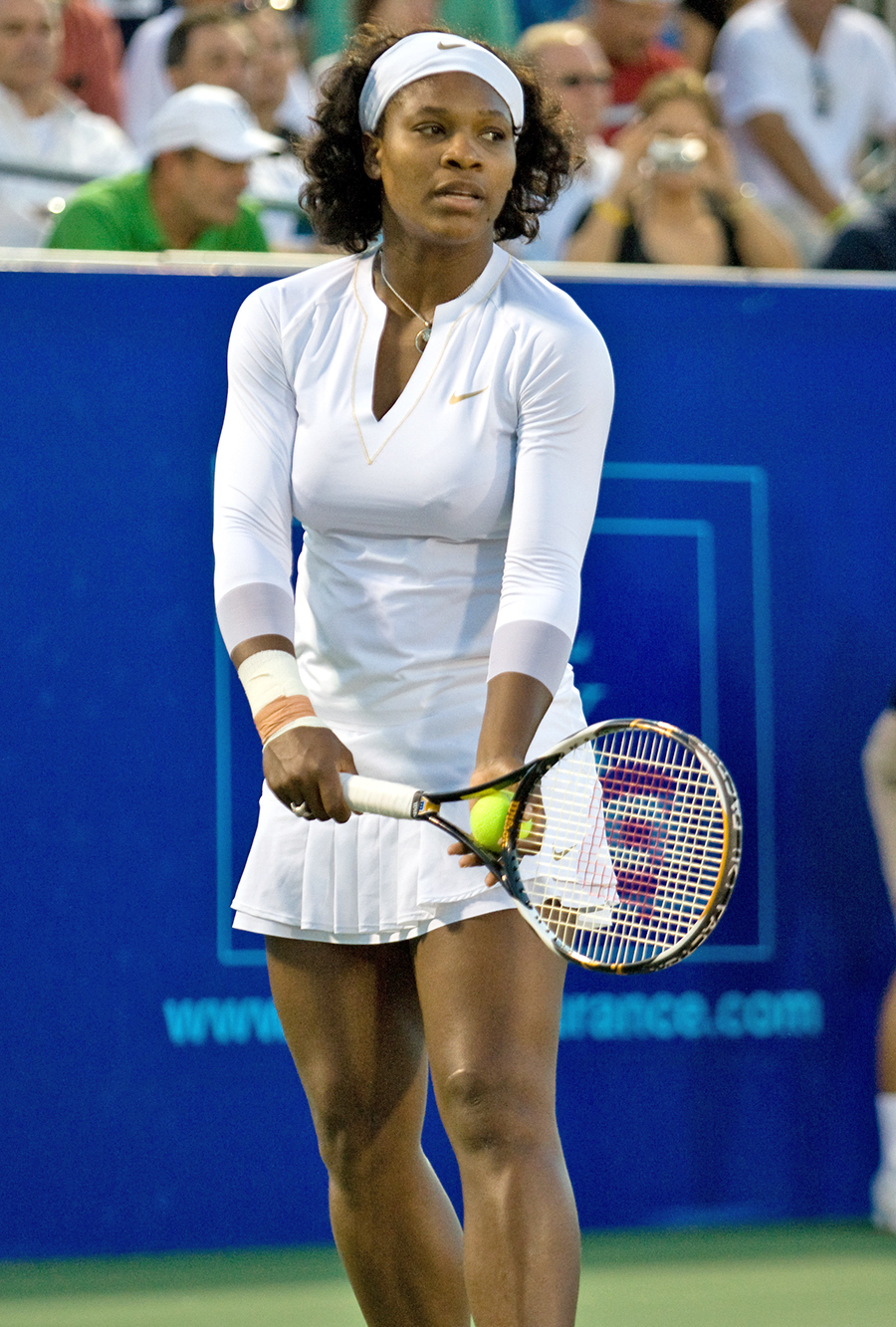
Serena Williams

- Serena Williams,  États-Unis : vainqueur des quatre tournois du Grand Chelem. Elle compte soixante-douze tournois en simple à son palmarès, dont 23 titres du Grand Chelem en simple (14 en double) et quatre Masters. Elle remporte également la médaille d'or en double avec sa sœur Venus aux JO à Sydney en 2000, à Athènes en 2004 et à Londres en 2012 où elle gagne également la médaille d'or en simple. Elle est considérée comme la meilleure joueuse de tennis américaine de tous les temps. Elle compte 292 semaines à la place de no 1 mondiale dont 186 consécutives arrêtées le 9 septembre 2016 par Angelique Kerber.

- Venus Williams,  États-Unis : elle a remporté quarante-neuf titres en simple. Elle a notamment à son palmarès sept tournois du Grand Chelem dont cinq fois Wimbledon, un titre olympique en 2000 et les Masters de 2008.

- Maria Sharapova,  Russie : considérée comme la meilleure joueuse russe, elle a réussi à remporter les quatre tournois du Grand Chelem : Wimbledon en 2004 à seulement dix-sept ans, puis l'US Open en 2006, l'Open d'Australie en 2008 puis Roland-Garros en 2012, tournoi qu'elle remportera à nouveau en 2014. Seul 5 joueuses avaient réussi cet exploit avant elle dans l'ère Open. Elle a également été no 1 mondiale en 2005, 2007, 2008 et 2012. Elle a remporté la médaille d'argent aux jeux olympiques de Londres en 2012, perdant en finale fasse à sa plus grande rivale, Serena Williams. Elle compte 36 en simple dont un titre du Masters obtenu en 2004, pour 59 finales disputées. Elle se voit suspendue le 8 juin 2016 pour deux ans par la Fédération internationale de tennis, après avoir été contrôlée positive au meldonium en janvier, lors de l'Open d'Australie. Cette suspension est finalement réduite à quinze mois.
- Caroline Wozniacki,  Danemark : joueuse précoce, Caroline Wozniacki devient numéro une mondiale en octobre 2010 à seulement 20 ans. Elle le restera au total 67 semaines, entre 2010 et 2011 puis durant 4 semaines en 2018. Après avoir atteint la finale de l'US Open en 2009 et 2014, elle remporte son premier titre du Grand Chelem en janvier 2018 à l'Open d'Australie, après une année 2017 ayant marqué son retour au meilleur niveau. Durant cette saison 2017, elle atteint 8 finales et remporte le masters de fin d'année. Caroline Wozniacki compte à ce jour un total impressionnant de 30 titres en simple pour 55 finales disputées.

- Svetlana Kuznetsova,  Russie : elle se révèle en remportant l'US Open 2004, alors no 9 mondiale. Elle devient numéro 2 mondiale à la suite de l'US Open 2007 où elle atteint la finale. Elle compte également un autre titre du Grand Chelem, obtenu à Roland-Garros en 2009. Elle est victorieuse au total de dix-sept tournois en simple.

- Jelena Janković,  Serbie : cette joueuse serbe a occupé la place de no 1 mondiale durant dix-huit semaines en 2008 et en 2009. Elle s’est révélée au grand public en 2006 après une demi-finale à l’US Open. Elle compte aussi une finale à l’US Open en 2008, deux demi-finales à Roland-Garros, une demi-finale à l'Open d'Australie, et seize titres WTA.

- Victoria Azarenka,  Biélorussie : elle remporte l'Open d'Australie en 2012 et devient la première Biélorusse à remporter un titre du Grand Chelem en simple. La même année, elle se hisse au rang de numéro un mondiale. En 2013 elle triomphe une seconde fois en Australie. Elle décroche aussi la médaille de bronze aux Jeux olympiques d'été de 2012 en simple et l'or en double mixte.
- Simona Halep,  Roumanie: Halep fait une entrée fracassante sur le devant de la scène en 2013 en remportant pas moins de 6 titres. Elle entre dans le top 10 l'année suivante et ne l'a pas quitté à ce jour. Simona Halep accède à la première place mondiale en octobre 2017 et finira à deux reprises l'année au sommet du classement. Après plusieurs années de déceptions en Grand Chelem, elle remporte le tournoi de Roland Garros 2018, où elle avait rallié la finale en 2014 et 2017, ainsi que le tournoi de Wimbledon 2019, battant Serena Williams en finale. Elle compte 19 titres à son palmarès pour 36 finales disputées.
- Petra Kvitova,  République tchèque: C'est en 2011, à seulement 21 ans que Petra Kvitova remporte son premier titre du Grand Chelem à Wimbledon, le masters de fin d'année ainsi que 4 autre titres, lui permettant de finir l'année à la deuxième place mondiale. Elle a à ce jour participé au masters de fin d'année à 6 reprises, remporté la médaille de bronze aux jeux de Rio, remporté deux titres à Wimbledon et compte 27 titres à son palmarès pour 36 finales disputées.
- Angelique Kerber,  Allemagne: Arrivée tardivement sur le devant de la scène, Angelique Kerber accède aux demi-finales de l'US Open en 2011, alors classée au-delà de la 90e place mondiale. Elle fait ensuite une entrée fracassante au sommet, faisant son entrée dans le top 10 début 2012, accédant aux demi finales de Wimbledon et finissant l'année à la 5e place mondiale. Elle fait preuve d'une grande consistance et réalise une saison extraordinaire en 2016, remportant l'Open d'Australie, ralliant la finale à Wimbledon, à Rio et au Masters et remportant l'US Open, lui permettant ainsi de détrôner Serena Williams à la première place mondiale. En 2018, elle remporte Wimbledon et battant à nouveau Serena Williams. Elle compte à ce jour 12 titres à son palmarès pour 30 finales disputées.

Championnes récemment retirées de la compétition :
- Kim Clijsters,  Belgique : elle a remporté quatre titres du Grand Chelem (US Open 2005, 2009 et 2010 et l'Open d'Australie 2011), trois Masters (2002-2003-2010), une Fed Cup, et a connu la place de numéro un mondiale simultanément en simple et en double. Elle a également atteint la finale de l'Open d'Australie 2004, la finale de Roland-Garros en 2001 et en 2003 et la finale de l'US Open 2003. Elle compte quarante et un tournois à son palmarès (en simple).

- Martina Hingis,  Suisse : record de précocité pour la Suissesse, qui a remporté le premier de ses cinq tournois du Grand Chelem à l'âge de 16 ans et deviens la plus jeune numéro un mondiale à 16 ans et demie. Au total, elle a remporté quarante-trois titres en simple. Elle a arrêté la compétition prématurément en octobre 2002, et a réussi un come-back gagnant début 2006 en atteignant la 8e place mondiale moins d'un an après son retour et en ajoutant trois nouveaux titres en simple à son palmarès. Elle a pris sa retraite en 2007 après avoir été contrôlée positive à la cocaïne.

- Lindsay Davenport,  États-Unis : elle possède à son palmarès cinquante-cinq tournois en simple dont trois tournois du Grand Chelem (US Open 1998, Wimbledon 1999 et Open d'Australie 2000), une médaille d'or olympique en 1996 et un Masters en 1999, ainsi que trente-sept titres en double dont trois titres du Grand Chelem (Roland-Garros 1996, US Open 1997 et Wimbledon 1999). Elle a par ailleurs été numéro 1 mondiale en simple, dont quatre fois en fin de saison, ainsi qu'en double. De retour sur le circuit en septembre 2007 après avoir donné naissance à son fils, elle remporte quatre nouveaux titres en simple, dépassant ainsi le palmarès de Monica Seles. Puis, à l'âge de 31 ans, elle se retire une nouvelle fois de la compétition début 2009 pour donner naissance à sa fille, en juin 2009.

- Mary Pierce,  France : elle a à son palmarès dix-huit titres, dont deux du Grand Chelem, l'Open d'Australie en 1995 et Roland-Garros en 2000. no 3 mondiale le 30 janvier 1995 et également finaliste à Roland-Garros en 1994 et à l'Open d'Australie en 1997, Pierce a dû faire face à de nombreuses blessures. Retombée à la 130e place en 2002, à force de courage et de détermination, elle réalise en 2005 sa plus belle saison en atteignant deux finales en Grand Chelem à Roland-Garros et à l'US Open. Elle atteint également la finale du Masters et finie l'année no 5 mondiale. En 2006, elle se tord violemment le genou au Tournoi de Linz, compromettant ainsi le futur de sa carrière.

- Amélie Mauresmo,  France : vainqueur de l'Open d'Australie et de Wimbledon en 2006, elle domine le circuit à la fin de l'année 2005 et toute l'année 2006, et ne sera dépossédée de la place de no 1 mondiale qu'en fin d'année. Révélée en 1999 par une finale en Grand Chelem à l'Open d'Australie, elle compte vingt-cinq titres en simple à son palmarès, dont un titre du Masters et deux titres du Grand Chelem. Elle a également remporté la Fed Cup en 2003, et a obtenu une médaille d’argent olympique (en 2004, finale perdue contre Justine Henin).

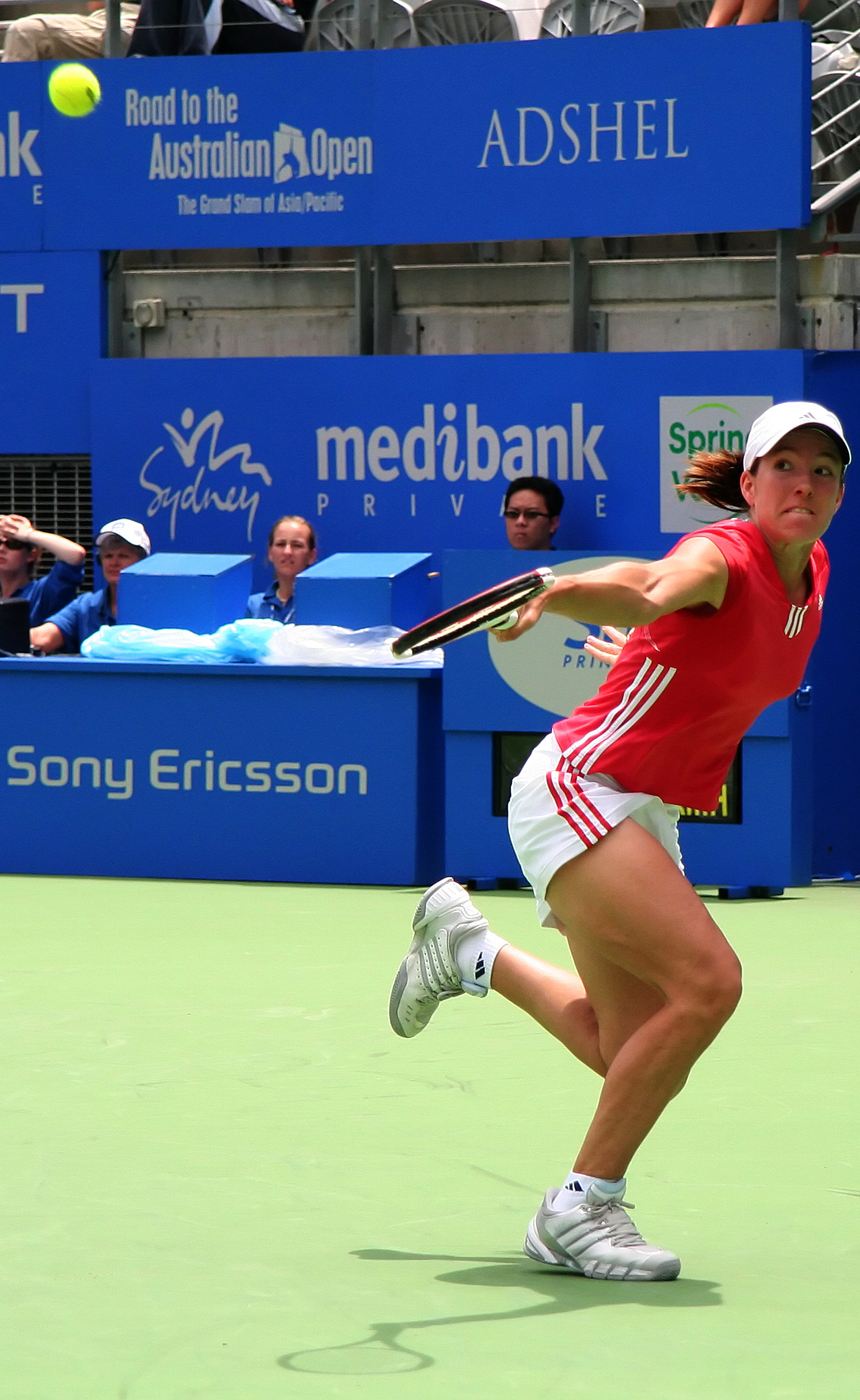
Justine Henin

- Justine Henin,  Belgique : numéro 1 pour la première fois en octobre 2003, la Belge possède un palmarès des plus complets, seul Wimbledon manque en effet à son palmarès en Grand Chelem. Elle a remporté quarante-trois tournois (dont sept titres en Grand Chelem, deux Masters et une médaille d'or olympique en 2004) en simple, une Fed Cup (en 2001), et a occupé la première place du classement WTA pendant cent dix-sept semaines jusqu'au 14 mai 2008, lorsqu'elle prend sa retraite à seulement 25 ans. En 2009, elle annonce néanmoins son retour à la compétition pour janvier 2010. Elle atteint la finale de l'Open d'Australie cette même année. Le 26 janvier 2011, elle annonce la fin officielle, due à une blessure au poignet, de ce come-back.

- Elena Dementieva,  Russie : cette joueuse russe compte seize titres. Elle a été vice-championne olympique en 2000 puis championne olympique en 2008, le titre le plus prestigieux de sa carrière. Elle s'est également illustrée en Grand Chelem en 2004, atteignant la finale de Roland-Garros puis celle de l'US Open, s'inclinant contre ses compatriotes Anastasia Myskina et Svetlana Kuznetsova. Elle a mis fin à sa carrière à l'issue des Masters 2010.
- Li Na,  Chine : Elle a été la première Chinoise à intégrer le top 10 mondial (en 2010) et à atteindre la finale d'un tournoi du Grand Chelem (Open d'Australie 2011). Elle remporte Roland-Garros en 2011 et l'Open d'Australie en 2014. Son meilleur classement est la 2e place à la WTA. Elle met fin à sa carrière en septembre 2014.
- Ana Ivanović,  Serbie : ancienne no 1 mondiale, elle a obtenu son premier titre en Grand Chelem à Roland-Garros en 2008. Elle a auparavant disputé deux finales en Grand Chelem, toutes deux perdues (Roland-Garros 2007, finale perdue contre Justine Henin, et l'Open d'Australie 2008, finale perdue contre Maria Sharapova). Elle compte dix titres à son palmarès. Elle met fin à sa carrière le 29 décembre 2016, déclarant qu'elle était gênée par des problèmes physiques l'empêchant de jouer à son meilleur niveau.